# Albreht II. Avstrijski
Albreht II. Avstrijski (znan tudi kot Albreht Hromi ali Modri),  * 12. december, 1298, Habsburg, Aargau, † 16. avgust, 1358, Dunaj, je bil vojvoda Avstrije in vojvoda Štajerske (1330 – 1358) ter v letih (1335 – 1358) tudi Koroški vojvoda, kot tudi gospod Kranjske in gospod Prednje Avstrije.

## Življenje
Albreht II. Habsburški je bil rojen na gradu Habsburg v Švabiji, kot mlajši sin nemškega kralja Albrehta I. in njegove žene Elizabete Goriško-Tirolske, pripadnice Goriških grofov (Majnhardincev). Bil je mlajši brat Friderika I., ki je bil izvoljen za nemškega kralja. V rani mladosti so ga pripravljali za cerkveno kariero, čeprav še mladoleten je bil leta 1313 izvoljen za škofa v Passau. Čeprav je bila izvolitev izpodbijana od protikandidata, je funkcijo zasedel leta 1317. Albreht je trpel za kroničnim vnetjem sklepov, tako da se je lahko premikal le z berglami; zaradi tega je dobil vzdevek Hromi.
Po smrti starejšega brata Friderika I. leta 1330 sta preostala sinova Albreht II. in Oto Avstrijski postala skupna sovladarja in vojvode vseh habsburških posesti v vojvodini Avstriji in vojvodini Štajerski. Albreht je s poroko z Johano Pfirt, dedinjo grofije Pfirt povečal svoje posesti v Alzaciji in več mesti. Po smrti njegovega strica po materini strani vojvode Henrika Koroškega leta 1335, je Albreht II. uspel podedovati vojvodino Koroško in Kranjsko marko, s tem da je dosegel, da mu je to ozemlje dal v fevd cesar Ludvik IV. navkljub zahtevam mogočnega rivala Luksemburžana češkega kralja Ivana.
Albreht II. je umrl na Dunaju leta 1358, pokopa je v samostanu, ki ga je sam ustanovil, Gamingu v sedanji Spodnji Avstriji. Po pravilu, ki ga je sam uzakonil, ga je nasledil njegov najstarejši sin Rudolf IV.. 

## Družina in otroci
Albreht II. se je 15. februarja 1324 na Dunaju poročil z grofico Johano Pfirt, hčerko grofa Ulrika III. Pfirtskega. V zakonu so se jima rodili: 
1. Rudolf IV., vojvoda Avstrije (1. november 1339, Dunaj – 27. julij 1365, Milano), ki je nasledil očeta kot vojvoda Avstrije, Štajerske in Koroške. Njegov zakon z Luksemburžanko Katarino Češko je bil brez otrok; zato sta ga po smrti nasledila njegova mlajša brata Albreht III. in Leopold III.[6]
2. Katarina (1342, Dunaj – 10. januar 1381, Dunaj), opatinja v samostanu Sv. Klare na Dunaju.
3. Margareta (1346, Dunaj – 14. januar 1366, Brno), poročena:
  1. v Passau 4. septembra 1359 z grofom Majnhardom III. Goriško-Tirolskim;[6]
  2. na Dunaju 1364 z mejnim grofom Ivanom Henrikom Moravskim.[6]
4. Friderik III. (1347, Dunaj – 1362, Dunaj). umrl neporočen.[6]
5. Albreht III. (9. september 1349, Dunaj – 29. avgust 1395, grad Laxenburg). Začetnik Habsburške Albertinske linije.
6. Leopold III. (1. november 1351, Dunaj – 9. julij 1386, Sempach). Začetnik Habsburške Leopoldinske linije.[5]